# Myotis blythii
Il vespertilio di Blyth (Myotis blythii  Tomes, 1857) è un pipistrello della famiglia dei Vespertilionidi diffuso in Eurasia.

## Descrizione

### Dimensioni
Pipistrello di medie dimensioni, con la lunghezza della testa e del corpo tra 65 e 80 mm, la lunghezza dell'avambraccio tra 55,5 e 61,4 mm, la lunghezza della coda tra 53 e 68 mm, la lunghezza del piede tra 11 e 17 mm, la lunghezza delle orecchie tra 19 e 26 mm.

### Aspetto
La pelliccia è corta. Le parti dorsali sono bruno-nerastre con la base dei peli grigia, mentre le parti ventrali sono grigio-brunastre con le punte dei peli grigie. Il muso è stretto. Le orecchie sono lunghe e strette, con 5-6 pliche longitudinali sulla superficie interna del padiglione auricolare e con un piccolo lobo rotondo alla base del margine esterno. Il trago è sottile e lanceolato. Le ali sono attaccate posteriormente sulle caviglie. I piedi sono grandi. Il calcar è lungo e privo di carenatura. Il cranio è lungo e stretto, con una cresta sagittale ben sviluppata. Il primo e secondo premolare superiore sono disposti lungo la linea alveolare. Il cariotipo è 2n=44 FNa=50-52.

## Biologia

### Comportamento
Si rifugia in gruppi numerosi all'interno di grotte, fessure rocciose, attici di edifici e più raramente nelle cavità degli alberi, spesso insieme al vespertilio maggiore. Le femmine formano vivai durante il periodo di allattamento, mentre i maschi vivono solitariamente. 

### Alimentazione
Si nutre di insetti di dimensioni medie o grandi inclusi scarafaggi e falene, catturati in volo e talvolta raccolti al suolo.

### Riproduzione
Danno alla luce un piccolo, più raramente due, una volta all'anno. Vengono svezzati dopo 6-7 settimane. L'aspettativa di vita è di circa 13 anni.

## Distribuzione e habitat
Questa specie è diffusa in Europa meridionale, compresa l'Italia, nella parte meridionale dell'Europa centrale, in Asia minore, nella regione del Caucaso, nel Medio oriente, estendosi in Asia sino al Kashmir, ai monti Altai, al Nepal e alla Cina centrale e nord-orientale.
Il vespertilio maghrebino (Myotis punicus) e il vespertilio di Monticelli (Myotis oxygnathus) sono stati recentemente elevati al rango di specie distinte.
Vive in ambienti disturbati fino a 1.700 metri di altitudine.

## Tassonomia
Sono state riconosciute 4 sottospecie:
- M.b.blythii: provincia pakistana settentrionale del Khyber Pakhtunkhwa, Nepal, stati indiani del Jammu e Kashmir, Himachal Pradesh, Meghalaya, Rajasthan, Uttarakhand;
- M.b.ancilla (Thomas, 1910): Territorio dell'Altaj, Siberia centro-meridionale, lungo il confine con il Kazakistan nord-orientale; province cinesi dello Shanxi, Shaanxi e Guangxi;
- M.b.lesviacus (Iliopoulou, 1984): isola greca di Lesbo;
- M.b.omari (Thomas, 1906): Cipro, Anatolia centrale ed orientale, Siria occidentale, Libano, Israele settentrionale, Iran settentrionale ed occidentale, Armenia, Azerbaigian, Georgia, Russia sud-occidentale, Uzbekistan, Turkmenistan, Kirghizistan, Tagikistan, Afghanistan, province cinesi dello Xinjiang e della Mongolia interna.

## Conservazione
La IUCN Red List, considerato che si tratta di una specie abbondante e abbastanza stabile, nonostante siano stati osservati diminuzioni nella popolazione in alcune parti dell'areale, classifica M.blythii come specie a rischio minimo (Least Concern)).